# Balthazar Vieira de Mello
Balthazar Vieira de Mello (Divina Pastora, 27 de maio de 1857 – ) foi um médico brasileiro.
Doutorado em medicina pela Faculdade de Medicina do Rio de Janeiro em 1883. Foi eleito membro da Academia Nacional de Medicina em 1885, com o número acadêmico 135, na presidência de Agostinho José de Sousa Lima.